# Mononofu
Mononofu è un manga scritto e disegnato da Haruto Ikezawa, pubblicato su Weekly Shonen Jump tra il settembre 2015 e il luglio 2016. Conta in totale 43 capitoli raccolti in 5 tankobon. 

## Trama
La serie racconta delle avventure di Shinobu Takara, un giovane ragazzo che si sposta in una casa comune di aspiranti professionisti di shōgi, gli scacchi giapponesi. 

## Personaggi
- Shinobu Takara (高良 信歩?): giovane studente della Senga High School che ama giocare a shogi e vuole imparare a giocare al dormitorio Kayane per diventare un professionista.
- Fujikawa Rindou (?): compagno di classe di Shinobu, nipote di Meijin, campione di shogi.
- Ginga (?): ospite del dormitorio Kayane, coltiva come i suoi compagni il sogno di diventare professionista di shogi.
- Kazuki' (?):ospite del dormitorio Kayane, coltiva come i suoi compagni il sogno di diventare professionista di shogi.
- Keishi (?): ospite del dormitorio Kayane, coltiva come i suoi compagni il sogno di diventare professionista di shogi.
- Naoi Yasukane (?): ospite del dormitorio Kayane, coltiva come i suoi compagni il sogno di diventare professionista di shogi.
- Sagara Jippo (?): ospite del dormitorio Kayane, coltiva come i suoi compagni il sogno di diventare professionista di shogi.
- Minato (?): ragazza ospite del dormitorio Kayane, coltiva come i suoi compagni il sogno di diventare professionista di shogi.

## Volumi
Il manga è inedito in Italia.
| Nº | Titolo italiano | Data di prima pubblicazione | Data di prima pubblicazione |
| Nº | Titolo italiano | Giapponese                  |                             |
| 1  | Mononofu 1      | 4 gennaio 2016              |                             |
| 2  | Mononofu 2      | 4 marzo 2016                |                             |
| 3  | Mononofu 3      | 2 maggio 2016               |                             |
| 4  | Mononofu 4      | 4 agosto 2016               |                             |
| 5  | Mononofu 5      | 2 settembre 2016            |                             |